# Petr Tluchoř
Petr Tluchoř (* 6. ledna 1968 Brandýs nad Labem-Stará Boleslav) je český politik, od července 2004 do listopadu 2012 poslanec Parlamentu ČR a od září 2006 do května 2011 předseda Poslaneckého klubu ODS.

## Biografie
Od narození žije v Brandýse nad Labem-Staré Boleslavi. Po absolvování gymnázia v Brandýse nad Labem v letech 1982–1986 nastoupil na Matematicko-fyzikální fakultu Univerzity Karlovy, kterou nedokončil. V roce 2008 vystudoval bakalářský obor Veřejná správa na Právnické fakultě Masarykovy university.

## Podnikatelské a veřejné aktivity
Po roce 1989 se začal věnovat podnikání v oboru prodeje a distribuce hudebních nosičů. Později se přidaly a postupně převážily i další aktivity na poli kultury – produkční činnost. Podílel se také na pořádání kulturních akcí, na nichž se vystřídaly dvě stovky souborů i sólistů. V letech 2000–2003 pracoval jako dramaturg v kulturním centru v Brandýse nad Labem-Staré Boleslavi.
Mezi nejznámější akce, na jejichž přípravě se již dlouhodobě zásadním způsobem podílí, je akce Hopsa hejsa do Brandejsa (sbírková akce společného projektu Nadace rozvoje občanské společnosti a České televize Pomozte dětem), kterou navštíví každoročně přes 10 000 návštěvníků. V roce 2002 byl členem hodnotící komise veřejného výběrového řízení pro rozdělení finančních prostředků z veřejné sbírky Pomozte dětem.
Od roku 1999 je členem společnosti Mensa.

## Politická kariéra
V roce 1996 se stal členem ODS a v letech 1999–2006 vykonával funkci zastupitele města Brandýsa nad Labem-Staré Boleslavi. V komunálních volbách roku 1998 neúspěšně kandidoval do tamního zastupitelstva za ODS. Zvolen sem byl v komunálních volbách roku 2002. Profesně se k roku 1998 uvádí jako soukromý podnikatel, k roku 2002 jako dramaturg kulturního zařízení. V Brandýse nad Labem-Staré Boleslavi je rovněž předsedou místního sdružení ODS. Zároveň byl od roku 2001 předsedou Oblastní rady ODS Praha-východ a členem Regionální rady ODS Střední Čechy.
Ve volbách v roce 2002 kandidoval do Poslanecké sněmovny za ODS (volební obvod Středočeský kraj). Nebyl zvolen, ale členem Poslanecké sněmovny Parlamentu ČR se stal v červenci 2004, když nastoupil na uvolněné poslanecké místo z pozice prvního náhradníka středočeské kandidátky ODS. Byl členem sněmovního výboru pro sociální politiku a zdravotnictví. Poslanecký mandát obhájil ve volbách v roce 2006 a během ustavující schůze byl zvolen předsedou Volební komise. V září 2006 se stal členem Výboru pro zdravotnictví (VSPZ byl rozdělen v novém volebním období na Výbor pro sociální politiku a Výbor pro zdravotnictví) a po odchodu Vlastimila Tlustého na Ministerstvo financí byl 26. září 2006 zvolen předsedou Poslaneckého klubu ODS. V září 2007 pozici předsedy Poslaneckého klubu ODS úspěšně obhájil. V letech 2009–2010 zastával také post člena organizačního výboru sněmovny.

### Aféra Jan Morava a výzvy k rezignaci
V reakci na vyděračskou aféru poslance Jana Moravy byl Petr Tluchoř 8. září 2008 vyzván Janem Schwippelem, aby rezignoval na funkci předsedy poslaneckého klubu ODS, neboť o Moravově akci údajně věděl. Podobný názor vyjádřil i poslanec Juraj Raninec, který žádal odvolání Tluchoře a zvažoval vystoupení z poslaneckého klubu. Poslanecký klub ODS ale na svém mimořádném zasedání 9. září 2008 podpořil v Moravově aféře postup grémia strany a Ranincův návrh na hlasování o Tluchořově setrvání v čele klubu neprošel. Raninec pak 15. září 2008 z důvodu nesouhlasu s tím, jak vedení poslaneckého klubu přistoupilo k této kauze, ukončil své členství v klubu, dva dny poté ho následoval i Schwippel.

### Aféra Kristýna Kočí a sestup z pozic v ODS
Ve volbách v roce 2010 byl opětovně zvolen do sněmovny. Zachoval si i post předsedy poslaneckého klubu občanských demokratů. Kromě toho byl členem organizačního výboru a volebního výboru sněmovny.
Významnou roli sehrál Petr Tluchoř během vládní krize v dubnu 2011. 7. dubna 2011 se zúčastnil schůzky premiéra Petra Nečase s tehdejší předsedkyní klubu VV Kristýnou Kočí, která o den dříve podala trestní oznámení na ministra dopravy Víta Bártu kvůli finančnímu „daru za loajalitu“ ve výši půl milionu korun. Na tajně pořízené nahrávce z 9. dubna 2011 (zveřejnil ji on-line deník Týden 13. dubna 2011) pak Kristýna Kočí uvedla, že aféra financování VV byla součástí tři čtvrtě roku chystaného projektu, na němž se podíleli lidé z ODS, jmenovitě právě Petr Tluchoř. Když pak předseda VV a tehdejší ministr vnitra Radek John zveřejnil, že o Tluchořových schůzkách s Kočí předcházejících vypuknutí krize byl informován prostřednictvím anonymního e-mailu (pisatel se označil za nepříliš dobře placeného policistu pracujícího ve sněmovně), obvinil jej Tluchoř 15. dubna 2011 ze zneužívání aparátu ministerstva vnitra a policie ke sledování ústavních činitelů. Tluchořův stranický předseda Petr Nečas jej však v tomto obvinění nepodpořil. Prezident Václav Klaus v rozhovoru zveřejněném MF Dnes 18. dubna 2011 označil „plán dvojice Kočí – Tluchoř (a lidí kolem nich) za zdroj vládní krize.“ Vzápětí začali Tluchoře veřejně kritizovat i někteří jeho kolegové z poslaneckého klubu ODS a začala se vést diskuse o Tluchořově setrvání v čele klubu. Při obhajobě tohoto postu 11. května 2011 Tluchoř neuspěl, když se proti němu postavil Petr Nečas, a novým předsedou klubu byl zvolen Zbyněk Stanjura.
Následně zůstal řadovým poslancem. Koncem roku 2012 se profiloval jako kritik Petra Nečase a na 23. kongresu ODS v Brně v listopadu 2012 vyzval Petra Nečase k odchodu z čela strany. Zároveň byl členem skupiny několika poslanců ODS, kteří odmítali podpořit daňové zákony připravené vládní koalicí s tím, že v nich obsažené zvyšování daní není v souladu s politikou ODS. Na kongresu nakonec nekandidoval proti Petru Nečasovi, který post v čele strany obhájil. Krátce poté, 7. listopadu 2012 Petr Tluchoř rezignoval na poslanecký mandát. Deník Insider pak bez uvedení konkrétních zdrojů napsal, že Tluchoř má podle vnitrostranické dohody získat po odchodu ze sněmovny post ve skupině ČEZ.
Dohrou aféry bylo zahájení trestního stíhání Vrchním státním zastupitelstvím v Olomouci za jeho rezignaci na mandát, která byl údajně vyvolána korupčním jednáním. Ve věci bylo činné Vrchní státní zastupitelství v Olomouci, byť podle právníka Zdeňka Koudelky k tomu nebylo příslušné. Nejvyšší soud pak z důvodu imunity stíhaných poslanců rozhodl o jejich vynětí z trestního řízení, které bylo následně zastaveno Nejvyšším státním zastupitelstvím; to pak v jiné kauze od základu zkritizoval Ústavní soud.

### Odchod z ODS
V květnu 2021 oznámil, že vystupuje z ODS. Svůj odchod odůvodnil pracovními důvody a nesouhlasem s aktuální politikou strany a jejího vedení, konkrétně zmínil dle jeho názoru neochotu bránit základní principy osobní svobody v „době takzvaně covidové“.

## Rodina
Je podruhé ženatý a z prvního manželství má syna Matěje. Jeho současná manželka Kateřina Tluchořová – soudkyně Obvodního soudu pro Prahu 1 – je dcerou bývalého ministra zdravotnictví Luďka Rubáše. Hospodářské noviny vyslovily domněnku, že Tluchoř prostřednictvím svého tchána nakupuje nemovitosti, které pak jako poslanec nemusí dokládat v majetkovém přiznání.